# 219286 Helenewinters
219286 Helenewinters este o planetă minoră (asteroid) din centura de asteroizi. A fost descoperită pe 5 februarie 2000 la Observatorul Național Kitt Peak de Marc Buie⁠(d). 
Obiectul prezintă o orbită caracterizată de o semiaxă mare de 2,3912651046512 UAi, o excentricitate de 0,13814615310139, o înclinație de 5,3392852423466 ° în raport cu ecliptica.